# Giuliano Razzoli
Giuliano Razzoli, né le 18 décembre 1984 à Castelnovo ne' Monti (hameau de Razzolo), est un skieur alpin italien, champion olympique du slalom lors des Jeux olympiques de Vancouver 2010.

## Biographie
Né dans un petit hameau de 50 habitants de Villa Minozzo où la moitié des habitants porte le patronyme Razzoli, son père est technicien du ski et le fait débuter à quatre ans sur les skis, Giuliano Razzoli fait ses débuts en Coupe du monde lors d'un slalom le 18 décembre 2006 à Alta Badia, entre pour la première fois dans les points lors du slalom de Kitzbühel le 27 janvier 2007 (24e) et monte pour la première fois sur un podium le 6 janvier 2009 à Zagreb (troisième place derrière Jean-Baptiste Grange et Ivica Kostelić). Il n'a participé qu'à des slaloms en Coupe du monde dans sa carrière.
Le 6 janvier 2010, lors du même slalom de Zagreb, il remporte sa première victoire en coupe du monde. Le 27 février 2010, lors des Jeux olympiques de Vancouver, il devient champion olympique du slalom. Il termine ensuite à la onzième place de la coupe du monde de slalom.
Début septembre, en préparation de la Coupe du monde 2010-2011, il se blesse au poignet gauche et doit être opéré au radius ce qui l'oblige à interrompre sa préparation trois semaines à deux mois du début de la saison. De retour pour le premier slalom de la saison qui se dispute à Levi, il sort de la piste dès la première manche.
Alors qu'il venait de revenir dans les sept meilleurs slalomeurs mondiaux notamment grâce à une deuxième place lors du slalom de Wengen, Razzoli est victime d'une rupture du ligament croisé du genou gauche lors du slalom de Kitzbühel le 24 janvier 2016. Cette blessure met un terme à sa saison 2015-2016.

## Palmarès

### Jeux olympiques
| Épreuve / Édition | Vancouver 2010 | \|Sotchi 2014 |
| Slalom            | Or             | Abandon       |

### Championnats du monde
| Épreuve / Édition | Val d'Isère 2009 | Garmisch Partenkirchen 2011 | Schladming 2013 | Vail-Beaver Creek 2015 |         |         |     |     |
| Saint-Moritz 2017 | Åre 2019         | Slalom                      | Abandon         | Abandon                | Abandon | Abandon | 22e | 22e |

### Coupe du monde
- Meilleur classement général : 25e en 2015.
- 11 podiums, dont 2 victoires.

#### Différents classements en Coupe du monde
| Année/Classement | Année/Classement | Général | Général | Descente | Descente | Slalom | Slalom | Slalom géant | Slalom géant | Super G | Super G | Combiné | Combiné |
| ---------------- | ---------------- | ------- | ------- | -------- | -------- | ------ | ------ | ------------ | ------------ | ------- | ------- | ------- | ------- |
| Année/Classement | Année/Classement | Class.  | Points  | Class.   | Points   | Class. | Points | Class.       | Points       | Class.  | Points  | Class.  | Points  |
| 2007             | 2007             | 138e    | 7       | -        | -        | 57e    | 7      | -            | -            | -       | -       | -       | -       |
| 2008             | 2008             | 100e    | 38      | -        | -        | 38e    | 38     | -            | -            | -       | -       | -       | -       |
| 2009             | 2009             | 43e     | 194     | -        | -        | 13e    | 194    | -            | -            | -       | -       | -       | -       |
| 2010             | 2010             | 33e     | 224     | -        | -        | 11e    | 224    | -            | -            | -       | -       | -       | -       |
| 2011             | 2011             | 35e     | 248     | -        | -        | 9e     | 248    | -            | -            | -       | -       | -       | -       |
| 2012             | 2012             | 47e     | 204     | -        | -        | 13e    | 204    | -            | -            | -       | -       | -       | -       |
| 2013             | 2013             | 45e     | 162     | -        | -        | 16e    | 162    | -            | -            | -       | -       | -       | -       |
| 2014             | 2014             | 78e     | 64      | -        | -        | 27e    | 64     | -            | -            | -       | -       | -       | -       |
| 2015             | 2015             | 25e     | 350     | -        | -        | 8e     | 350    | -            | -            | -       | -       | -       | -       |
| 2016             | 2016             | 61e     | 156     | -        | -        | 19e    | 156    | -            | -            | -       | -       | -       | -       |
| 2017             | 2017             | 58e     | 125     | -        | -        | 19e    | 125    | -            | -            | -       | -       | -       | -       |
| 2019             | 2019             | 55e     | 131     | -        | -        | 18e    | 131    | -            | -            | -       | -       | -       | -       |
| 2020             | 2020             | 85e     | 72      | -        | -        | 29e    | 72     | -            | -            | -       | -       | -       | -       |
| 2021             | 2021             | 89e     | 51      | -        | -        | 31e    | 51     | -            | -            | -       | -       | -       | -       |

#### Détail des victoires
| Édition / Épreuve | Slalom      |
| 2010              | Zagreb      |
| 2011              | Lenzerheide |

### Coupe d'Europe
- 3 victoires en slalom.

### Championnats d'Italie
- Champion de slalom en 2006, 2011 et 2015.